# Neerwinden
Neerwinden (fr. Merwingue) – dzielnica (deelgemeente) miasta Landen w Belgii, w Regionie Flamandzkim, w prowincji Brabancja Flamandzka, w okręgu Leuven. 1 stycznia 2020 roku liczyła 1173 mieszkańców. Do 31 grudnia 1976 samodzielna gmina. Miejscowość słynna jest dzięki wielkim bitwom rozegranym tutaj w odstępie 100 lat. Pierwsza bitwa miała miejsce w roku 1693, podczas wojny Francji z Ligą Augsburską, a druga – w roku 1793, podczas wojny z I koalicją antyfrancuską.